# Seznam bažantnic v Česku
Seznam bažantnic v Česku obsahuje bažantnice založené na území České republiky, původní ohraničené lesy určené pro chov bažantů a přírodní rezervace, které později vznikly na jejich místech. Seznam je řazen podle krajů a není úplný.

## Seznam

### Jihočeský kraj
- Třeboňská bažantnice – Třeboň, okres Jindřichův Hradec
- Bažantnice Radany – Skály, okres Písek
- Bažantnice Milevsko – Milevsko, okres Písek
- Bažantnice u Pracejovic – Pracejovice, okres Strakonice

### Jihomoravský kraj
- Rajhradská bažantnice – Rajhrad, okres Brno-venkov
- Sokolnická obora – Sokolnice, okres Brno-venkov

### Královéhradecký kraj
- Jičínská bažantnice – Jičín
- Bělohradská bažantnice – Lázně Bělohrad, okres Jičín
- Kovačská bažantnice – Kovač, okres Jičín
- Miletínská bažantnice – Červená Třemešná a Miletín, okres Jičín
- Úlibická bažantnice – Úlibice, okres Jičín
- Hoříněvská bažantnice – Hoříněves, okres Hradec Králové
- Bažantnice v Hradci Králové – Hradec Králové
- Bažantnice v Chlumci nad Cidlinou – Chlumec nad Cidlinou, okres Hradec Králové
- Chlumecká bažantnice – Nové Město, okres Hradec Králové
- Smiřická bažantnice – Smiřická, okres Hradec Králové
- Náchodská bažantnice – Náchod
- Bažantnice v Jaroměři – Jaroměř, okres Náchod
- Častolovická bažantnice – Častolovice, okres Rychnov nad Kněžnou
- Opočenská bažantnice – Opočno, okres Rychnov nad Kněžnou
- Vřešťovská bažantnice –  Velký Vřešťov, okres Trutnov

### Liberecký kraj
- Zahrádecká bažantnice –  Holany, okres Česká Lípa

### Olomoucký kraj
- Litovelská bažantnice – Litovel, okres Olomouc

### Pardubický kraj
- Chrudimská bažantnice – Chrudim
- Bažantnice v Pardubicích – Pardubice
- Bažantnice v Uhersku – Uhersko, okres Pardubice
- Kyšperská bažantnice – Kyšperk, okres Ústí nad Orlicí
- Letohradská bažantnice – Letohrad, okres Ústí nad Orlicí
- Bažantnice v Žampachu – Žampach, okres Ústí nad Orlicí

### Plzeňský kraj
- Bažantnice v Horšovském Týně – Horšovský Týn, okres Plzeň
- Chudenická bažantnice – Chudenice, okres Klatovy

### Praha
- Cholupická bažantnice – Cholupice, Praha 4
- Zámecká bažantnice v Kunraticích – Kunratice, Praha 4
- Milíčovský les a rybníky – Újezd u Průhonic, Praha 4
- Hloubětínská bažantnice – Hloubětín, Praha 9
- Bažantnice v Satalicích – Satalice, Praha 9
- Obora v Uhříněvsi – Uhříněves, Praha 10

### Středočeský kraj
- Bažantnice v Pyšelích – Pyšely, okres Benešov
- Berounská bažantnice – Beroun
- Smečenská bažantnice – Smečno, okres Kladno
- Bažantnice ve Zvoleněvsi – Zvoleněves, okres Kladno
- Zásmucká bažantnice – Zásmuky, okres Kolín
- Bažantnice v Nových Dvorech – Nové Dvory, okres Kutná Hora
- Bažantnice v Ratajích nad Sázavou – Rataje nad Sázavou, okres Kutná Hora
- Bažantnice v Benátkách nad Jizerou – Benátky nad Jizerou, okres Mladá Boleslav
- Bažantnice u Loukova – Loukov, okres Mladá Boleslav
- Boleslavská bažantnice – Mladá Boleslav
- Dymokurská bažantnice – Dymokury, okres Nymburk
- Křinecká bažantnice – Křinec, okres Nymburk
- Bažantnice v Obořišti – Obořiště, okres Příbram

### Ústecký kraj
- Libešická bažantnice – Libešice, okres Litoměřice
- Libochovcká bažantnice – Libochovice, okres Litoměřice
- Levonická bažantnice – Levonice, okres Louny
- Postoloprtská bažantnice – Postoloprty, okres Louny
- Teplická bažantnice – Teplice

### Zlínský kraj
- Míkovická bažantnice – Míkovice, okres Uherské Hradiště